# Huriha
Huriha (kinesiska: 胡日哈, 胡日哈苏木) är en socken i Kina. Den ligger i den autonoma regionen Inre Mongoliet, i den norra delen av landet, omkring 730 kilometer nordost om regionhuvudstaden Hohhot.
Genomsnittlig årsnederbörd är 521 millimeter. Den regnigaste månaden är juni, med i genomsnitt 138 mm nederbörd, och den torraste är januari, med 3 mm nederbörd.